# غريغ الكسندر (لاعب دوري الرغبي)
غريغ الكسندر (بالإنجليزية: Greg Alexander)‏ هو لاعب دوري الرغبي نيوزيلندي، ولد في 4 مارس 1965 في Penrith, New South Wales ‏ في أستراليا.